# Джалали, Маджид
Маджид Джалали  (перс. مجید جلالی‎, 5 сентября 1956, Тегеран) — иранский футболист и футбольный тренер. Он работал главным тренером ряда иранских клубов, среди которых «ПАС Тегеран», «Саба Ком», «Фулад», а также возглавлял сборные Ирана разных возрастных категорий. Кроме того Джалали занимает должность генерального секретаря Ассоциации иранских футбольных тренеров (IFCA).

## Карьера игрока
Родители Маджида Джалали, появившегося на свет 5 сентября 1956 года в Тегеране, происходили из деревни Пандар, остана Йезд. Он начал свою карьеру футболиста в возрасте 17 лет, в столичном клубе «Алборз». Впоследствии Джалали выступал за тегеранские команды «Вахдат» и «Шахин» в провинциальной лиге. В те годы национальный чемпионат в стране не проводился из-за ирано-иракской войны.
В 1982 году Джалали был приглашён в сборную Ирана, но за национальную команду так и не сыграл.

## Тренерская карьера
Свою тренерскую деятельность Джалали начал в возрасте 21 года, когда играя за основную команду «Вахдата», работал с одной из юношеских команд клуба. В 1986 году он официально стал главным тренером «Вахдата».
Наиболее удачно Маджид Джалали работал с командами «ПАС Тегеран» и «Саба Ком», которые при нём выиграл чемпионат и Кубок Ирана соответственно. Был также неудачны опыт работы с клубами «Шахид Ганди» и «Эстеглаль Ахваз». Джалали также возглавлял сборные Ирана разных возрастных категорий и национальную команду среди военнослужащих, которая стала финалистом чемпионата мира 1995 года в Риме.
На протяжении пяти лет Джалали возглавлял «Фулад», летом 2012 года он покинул клуб. После годичного перерыва Джалали подписал однолетний контракт с клубом «Трактор Сази» 27 мая 2013 года. У него также были предложения от тегеранского «Рах Ахана» и английского клуба «Брайтон энд Хоув Альбион». 19 января 2014 он был уволен с этой должности.
13 мая 2014 года Джалали был объявлен главным тренером «Сайпы», подписав с ней трёхлетнее соглашение.

### Статистика
| Команда             | Начало работы | Завершение работы | Показатели | Показатели | Показатели | Показатели | Показатели | Показатели | Показатели | Показатели |
| Команда             | Начало работы | Завершение работы | М          | В          | Н          | П          | МЗ         | МП         | РМ         | % побед    |
| ------------------- | ------------- | ----------------- | ---------- | ---------- | ---------- | ---------- | ---------- | ---------- | ---------- | ---------- |
| ПАС Тегеран         | июнь 2003     | июнь 2004         | 26         | 15         | 8          | 3          | 48         | 29         | +19        | 057,69     |
| Саба Ком            | январь 2005   | декабрь 2005      | 30         | 13         | 11         | 6          | 35         | 31         | +4         | 043,33     |
| Фулад               | июль 2007     | июнь 2012         | 175        | 77         | 55         | 43         | 201        | 163        | +38        | 044,00     |
| Трактор Сази        | июнь 2013     | январь 2014       | 24         | 10         | 11         | 3          | 35         | 23         | +12        | 041,67     |
| Сайпа               | май 2014      | май 2016          | 61         | 24         | 15         | 22         | 76         | 65         | +11        | 039,34     |
| Пайкан              | май 2016      | декабрь 2018      | 71         | 26         | 20         | 25         | 83         | 77         | +6         | 036,62     |
| Нассаджи Мазандаран | январь 2019   | май 2019          |            |            |            |            | —          |            |            |            |
| Гол Гохар           | октябрь 2019  | наст. время       |            |            |            |            | —          |            |            |            |

## Достижения

### В качестве тренера
Сборная Ирана по футболу военнослужащих
- Финалист Кубок мира среди военнослужащих: 1995

ПАС Тегеран
- Чемпион Ирана: 2003/04

«Саба Ком»
- Обладатель Кубка Ирана: 2004/05
- Обладатель Суперкубка Ирана: 2005

### Личные
- Тренер года в Иране: 2004